# Stanisław Wasilewski (1926–1979)
Stanisław Wasilewski ps. „Stefan” (ur. 18 października 1926, zm. 29 czerwca 1979 w Stanach Zjednoczonych) – polski żołnierz, pracownik przemysłu lotniczego.

## Życiorys
Podczas II wojny światowej był oficerem Armii Krajowej. Używał pseudonimu „Stefan”.
Po wojnie przez ponad 30 lat był zatrudniony w przemyśle lotniczym. Był współpracownikiem Wytwórni Sprzętu Komunikacyjnego „PZL” w Mielcu. Współdziałał we wdrażaniu i produkcji wyrobów techniki lotniczej. Pracował na stanowisku naczelnika Wydziału Płatowców w Zjednoczeniu Przemysłu Lotniczego i Silnikowego „PZL”. W zakładzie był działaczem PZPR.
29 czerwca 1979 zmarł tragicznie w Stanach Zjednoczonych podczas pełnienia obowiązków służbowych. Został pochowany na Cmentarzu Wojskowym na Powązkach w Warszawie (kwatera B37-1-2).

## Odznaczenia
- Krzyż Kawalerski Orderu Odrodzenia Polski
- Złoty Krzyż Zasługi
- Krzyż Walecznych
- Srebrny Krzyż Zasługi
- Medal 30-lecia Polski Ludowej
- Medal Zwycięstwa i Wolności 1945
- Srebrny Medal „Za zasługi dla obronności kraju”
- Brązowy Medal „Za zasługi dla obronności kraju”
- Srebrny Krzyż Zasługi z Mieczami
- Odznaka Grunwaldzka
- Złota odznaka „Za zasługi dla rozwoju przemysłu maszynowego”
- Srebrna odznaka „Za zasługi dla rozwoju przemysłu maszynowego”
- Wiele innych wyróżnień honorowych